# Jelcz M122
Jelcz M122 — городской автобус, выпускаемый польской компанией Jelcz в 1995—1997 годах. Это первый автобус, произведённый при сотрудничестве Jelcz с Mercedes-Benz (другой автобус — Jelcz M081MB). Всего было построено 74 экземпляра в связи с тем, что конкурентом автобуса являлся Jelcz M121.

## История
Первые три экземпляра Jelcz M122 были представлены в 1995 году. Учитывая низкий пол, автобусы адаптированы под перевозку лиц с ограниченными возможностями. Первые два экземпляра входили в семейство Jelcz M121. Третий экземпляр является лицензионным клоном автобуса Mercedes-Benz O405N2, от которого отличается отделкой. Также существовал сочленённый автобус Jelcz M182, который в серию не пошёл.

## Технические характеристики
Автобус Jelcz M122 оснащён дизельным двигателем внутреннего сгорания Mercedes-Benz OM 447 h. Трансмиссия автобуса — ZF Friedrichshafen AG (4 или 5-ступенчатая).
Оси автобуса: передняя Mercedes-Benz VO 4 / 33DL-6,6, задняя Mercedes-Benz HO 7/10DL-11,5.

## Галерея

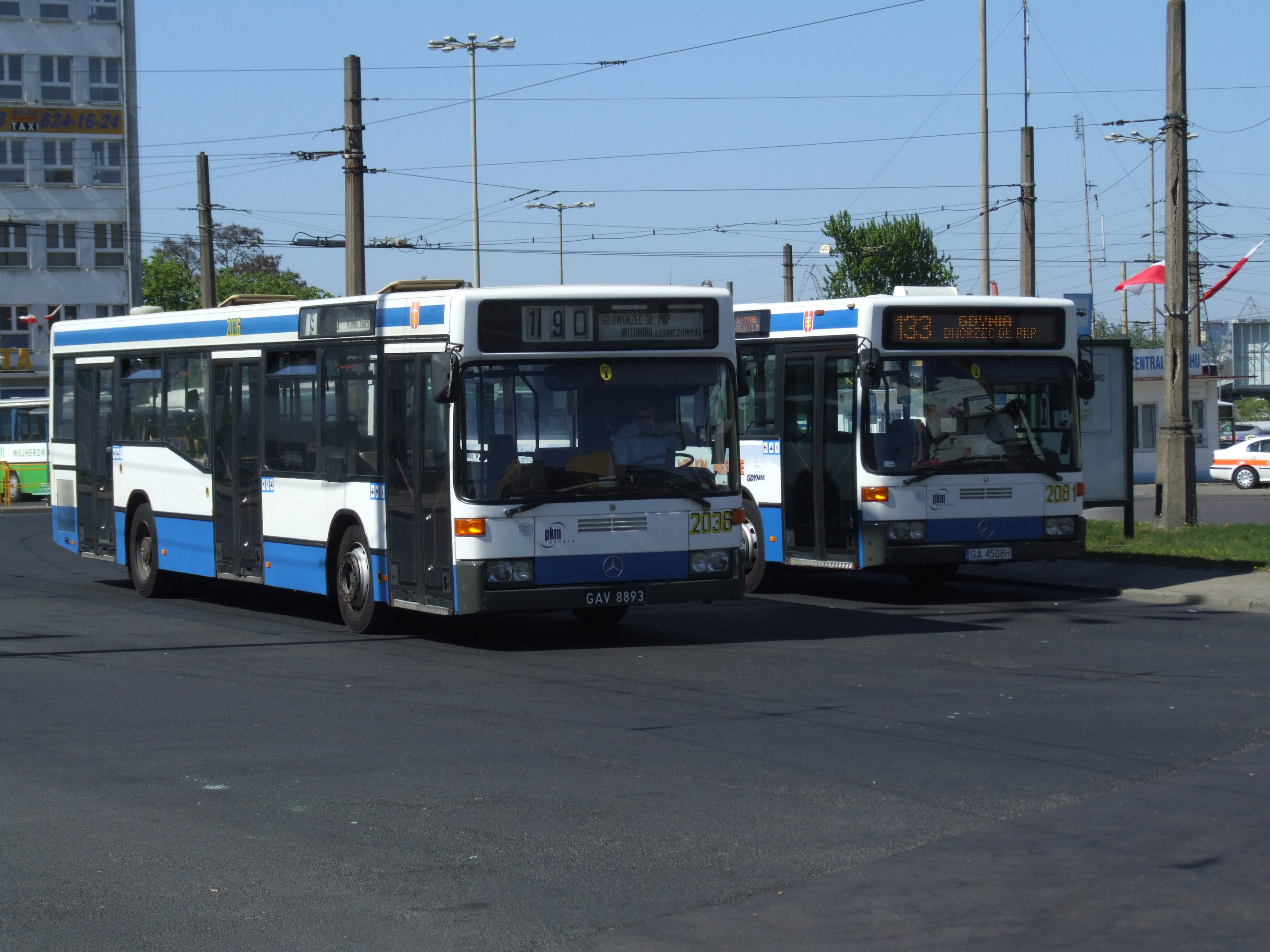
Jelcz M122 и Mercedes O405N2
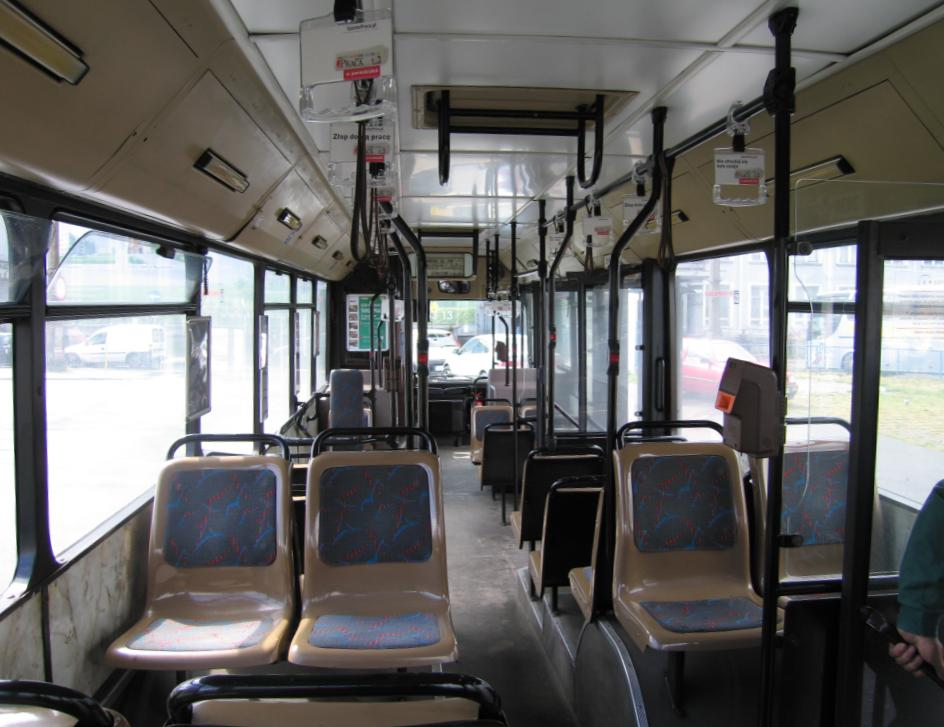
Салон, вид вперёд